# Craspedolcus luzonicus
Craspedolcus luzonicus är en stekelart som först beskrevs av Per Abraham Roman 1914.  Craspedolcus luzonicus ingår i släktet Craspedolcus och familjen bracksteklar. Utöver nominatformen finns också underarten C. l. pallens.